# Diospyros japonica
Diospyros japonica är en tvåhjärtbladig växtart som beskrevs av Philipp Franz von Siebold och Joseph Gerhard Zuccarini. Diospyros japonica ingår i släktet Diospyros och familjen Ebenaceae. Inga underarter finns listade i Catalogue of Life.